# Arches (Vosges)
Arches is een Franse gemeente in het departement Vosges in de regio Grand Est en maakt deel uit van het arrondissement Épinal. De gemeente telde 1.614 inwoners op 1 januari 2022.

## Geografie
De oppervlakte van Arches bedraagt 17,5 vierkante kilometer; Op 1 januari 2022 was de bevolkingsdichtheid 92,2 inwoners per km².
De onderstaande kaart toont de ligging van Arches met de belangrijkste infrastructuur en aangrenzende gemeenten.

## Verkeer en vervoer
In de gemeente ligt spoorwegstation Arches.

## Demografie
Onderstaande figuur toont het verloop van het inwonertal.